# Vleugeltrein
Een vleugeltrein is een vorm van spoorwegexploitatie waarbij meerdere treinen op een gemeenschappelijk traject gekoppeld rijden. Treinen uit verschillende richtingen ("vleugels") ontmoeten elkaar in een bepaald station, worden aan elkaar gekoppeld en zetten de rit voort als één trein. Omgekeerd kunnen de treinen worden ontkoppeld en ieder via een andere route ("vleugel") verdergaan. Dankzij moderne technieken, zoals automatische koppelingen, doorloopkoppen en het rijden in treinschakeling, kan dit vrij snel. Wel is er oponthoud in de combinatie- en splitsingsstations.
Het voordeel van een vleugeltrein boven twee aparte treindiensten is, dat dit systeem minder spoorcapaciteit vergt op het gemeenschappelijke traject. De lengte van een trein heeft geen invloed op de capaciteit, maar het aantal treinen (hoe kort deze ook zijn) wel. Bovendien wordt er personeel uitgespaard: in elk geval een treinbestuurder en (als de trein doorloopmogelijkheden heeft) ook een of meer conducteurs.
Nadelen zijn er echter ook: bij het splitsen en combineren van treinstellen kunnen storingen optreden, waardoor er vertragingen kunnen ontstaan. Als één treindeel vertraagd is, moet het niet-vertraagde treindeel er op wachten, waardoor meer reizigers (dan bij twee aparte treindiensten) last krijgen van vertraging. In sommige gevallen laat men beide treindelen dan apart doorrijden, en gaat het voordeel van het combineren verloren.
Treinstellen zijn bijzonder geschikt voor exploitatie met vleugeltreinen, doordat zij eenvoudig kunnen worden gekoppeld en ontkoppeld op het splitsingsstation. Vleugeltreinen komen ook voor bij getrokken treinen, vooral op langere trajecten, maar het rangeren met de benodigde tweede locomotief zorgt voor een langdurig oponthoud op de stations.  

## Nederland
| Enschede (intercity) | } Deventer - Utrecht CS { | Rotterdam CS          |
| Enschede (stoptrein) | } Deventer - Utrecht CS { | Den Haag SS, later CS |

| Enschede              | } Amersfoort - Utrecht CS { | Rotterdam CS          |
| Amersfoort Schothorst | } Amersfoort - Utrecht CS { | Den Haag SS, later CS |

In Nederland heeft de NS jarenlang vleugeltreinen ingezet. In de NS-dienstregeling 2015 was er nog maar één treinverbinding waar dit wordt toegepast. Dit was de Intercity, namelijk van Enschede en Amersfoort Schothorst via Utrecht Centraal (in weekenden vaak Gouda) naar Den Haag Centraal en Rotterdam Centraal vice versa. Als reden voor het afschaffen van (bijna) alle vleugeltreinen werden de storingsgevoeligheid en de komst van de Hanzelijn in het intercitynet gegeven.
| Leeuwarden | } Zwolle - Utrecht CS { | Rotterdam CS          |
| Groningen  | } Zwolle - Utrecht CS { | Den Haag SS, later CS |

Een bekend voorbeeld waren de intercitytreinen uit Noord-Nederland naar de Randstad. Deze reed van Leeuwarden en Groningen via Zwolle en Utrecht Centraal naar Rotterdam Centraal en Den Haag Centraal vice versa.  Dezelfde vleugeltreinen reden wel apart achter elkaar op de deeltrajecten Meppel - Zwolle en Utrecht - Gouda.
| Alkmaar - Sittard { | Maastricht |
| Alkmaar - Sittard { | Heerlen    |

Een ander voorbeeld van vleugeltreinen was de intercity van Alkmaar via Sittard naar Maastricht en Heerlen (tussen 2007 en 2012). 
Voorbeelden waren er ook op het Middennet, waar de treinen Den Haag SS / Rotterdam CS - Arnhem splitsten en combineerden in station Gouda, en in Noord-Holland, waar de treinen Amsterdam CS - Haarlem - IJmuiden / Alkmaar datzelfde deden in station Velsen-IJmuiden Oost, later in Santpoort Noord. In de laatste jaren van de Hembrug werden de sneltreinen Den Helder - Alkmaar - Zaandam - Amsterdam CS met de stoptrein Alkmaar - Zaandam - Amsterdam CS gecombineerd en gesplitst in Zaandam. De reden hiervoor was dat er dan zo min mogelijk treinen over de brug gingen zodat deze langer open kon staan. Na de komst van de Hemtunnel reden de snel- en stoptreinen weer los van elkaar.
De treinen van de Zoetermeer Stadslijn werden de eerste jaren gesplitst op station Centrum West, waarna één deel linksom ging en één deel rechtsom. Na terugkomst op Centrum West reden de twee delen weer gecombineerd naar Den Haag Centraal. Door de grote storingsgevoeligheid is men hier al snel vanaf gestapt, en gingen de treinen apart linksom en rechtsom rijden.
In de treindienstregeling 2017 waren er weer vleugeltreinen op reguliere basis: de Intercitytreinen Schiphol Airport - Eindhoven Centraal worden in laatstgenoemd station gesplitst in treindelen naar Heerlen en Venlo. Een jaar later is deze vleugeltrein weer afgeschaft. 
In de treindienstregeling 2024 rijden er weer 1x per 2 uur vleugeltreinen alleen van vrijdag t/m zondag op de intercitytrein Enkhuizen - Eindhoven Centraal waar in laatstgenoemd station gesplitst wordt in treindelen naar Heerlen en Maastricht.

## België
In België waren de bekendste vleugeltreinen die op de lijn Blankenberge / Knokke – Tongeren. In Brugge werden de treinen gesplitst of gekoppeld. In het weekend werd de trein zelfs aan beide kanten gesplitst; dan reed de trein niet naar Tongeren, maar naar station Luik-Guillemins en Genk, en werd er ook in Landen gesplitst of gekoppeld. De rechtstreekse verbindingen waren dan Knokke – Genk en Blankenberge – Luik-Guillemins. Later reed deze IC-trein enkel nog naar Genk en wordt enkel nog gekoppeld of gesplitst in Brugge. Ondertussen rijdt de trein enkel nog rechtstreeks van Blankenberge naar Genk. Er wordt dus ook niet meer gesplitst in Brugge.
Er bestaan nog twee vleugeltreinen in België: de IC-04 tussen Antwerpen en Poperinge / Lille-Flandres (FR), die gesplitst wordt in Kortrijk en de IC-10 tussen Antwerpen en Hasselt / Hamont, die gesplitst wordt in Mol. Na de voltooiing van de elektrificatie van spoorlijn 19 in 2021 zal deze laatste ook verdwijnen en zal het traject Mol - Hasselt worden bereden door een afzonderlijke L-trein.

## Duitsland
In Duitsland worden vleugeltreinen (in het Duits Flügelzug genaamd) steeds meer toegepast. Het Rhein-Niers-Bahn (RB33) in Station Lindern, Euregiobahn (RB20) in Central Station Stolberg lightrailnetwerk rond Aken bijvoorbeeld is gebaseerd op dit principe. Ook wordt o.m. de ICE uit München in Hannover gesplitst: Het voorste deel gaat door naar Hamburg, terwijl de achterblijver verder naar Bremen rijdt. Op de ICE-lijn Keulen-Berlijn: ene deel via Wuppertal en Hagen, het andere via Düsseldorf, Essen en Dortmund, in Station Hamm (Westf) combineert naar Berlijn. Op station Wesel wordt de RE19 ook gesplist in treindelen naar Arnhem en Bocholt.

## Zwitserland
Om het Flügelprinzip te kunnen uitvoeren heeft de Rhätische Bahn (RhB) sinds 2018 nieuwe treinstellen (Flügelzüge) van het type Capricorn in dienst gesteld. Voor Zwitserse treinreizigers is dit een volkomen onbekend begrip, zodat een goede voorlichtingscampagne voor de reizigers, die tevens uit veel toeristen bestaan, is gestart, teneinde verwarringen te voorkomen. Zowel via een app, bebording, beeldscherminformatie als via de boordomroep wordt de informatie doorgegeven. De RhB past dit principe op verschillende trajecten reeds toe en wil het meer trajecten gaan toepassen.